# 南昇竜
南 昇竜（なん しょうりゅう、ナム・スンニョン、1912年11月23日 - 2001年2月20日）は、日本統治時代の朝鮮出身の陸上競技選手。専門は長距離走・マラソン。1936年ベルリンオリンピックに日本代表として出場し（当時、朝鮮半島は日本に併合されていたため）、マラソン（当時は男子のみの実施）で3位に入賞した。同じくマラソンで優勝した孫基禎も朝鮮半島出身で、日本代表として出場している。

## 来歴
全羅南道の順天出身。本貫は英陽南氏。普通学校（内地の尋常小学校に該当）時代から足は速かったが貧困のため進学の機会に恵まれなかった。その後、京城（現：ソウル）にある複数の学校に短期間編入学。このうち、陸上競技の強豪校だった養正高等普通学校（内地の中学校に該当）では孫基禎の2学年先輩 で好記録を残したものの、学業不振で進級できず、在籍は1年のみであった。内地に渡って東京の目白商業学校（現・目白学園高校）に編入学の後、スカウトされる形で1935年に明治大学に進学した。
明大在学中は箱根駅伝で活躍。1936年、ベルリンオリンピックで日本のマラソン代表となり銅メダルを獲得。このベルリンオリンピックの最終選考レースで南は1位となるが、選考会の記録が低調だったため南と孫を含む4名（ほかに鈴木房重・塩飽玉男）をいったん選出し、現地予選で3名に絞ることとなった。朝鮮半島出身の2名は、後からベルリンに向かっていた走り幅跳び代表の朝隈善郎から「選手団の役員は二人のうちどちらかを落とすつもりでいる」という電報を受けて危機感を持ち、勝ち残るために現地でハードトレーニングを提案した。このトレーニングとの関連は不明確ではあるが、最終的に鈴木房重が体調を崩して現地予選を途中棄権し、孫と南の両方が本番に出場してメダルを獲得した。なお、2024年パリオリンピック終了時点において、箱根駅伝に出場した選手で唯一オリンピックマラソンでメダルを受賞している。
明治大学を卒業し、第二次世界大戦後は祖国である韓国に戻り、選手生活を続けた。
1947年のボストンマラソンに出場し、34歳ながら12位となっている。その後は陸上競技の指導者などを歴任。1970～80年代には外部との接触を控え一時は消息不明となっていたが、1988年ソウルオリンピックの際に姿を見せた。その時の模様が、当時日本のドキュメンタリー番組 で伝えられている。
2001年2月20日、逝去。

## 関連作品
テレビドラマ
- いだてん〜東京オリムピック噺〜（NHK大河ドラマ） - 2019年、演：布江剛士

映画
- ボストン1947 - 2023年、演：ペ・ソンウ